# Театральная площадь (Грозный)
Театра́льная пло́щадь — одна из центральных площадей Грозного. Расположена на пересечении проспекта Владимира Путина, бульвара Эсамбаева и улицы Германа Угрюмова, рядом с Чеченским драматическим театром имени Ханпаши Нурадилова.

## История
Во времена Чечено-Ингушской АССР площадь была культурным центром города. После Общенационального конгресса чеченского народа площадь стала трибуной для ораторов предвоенной Чечни.
События 15 апреля 1993 года стали новым этапом политического кризиса в Чечне — на площади перед Президентским дворцом начался митинг оппозиции. Участники митинга требовали отставки президента, правительства, парламента, создания временного коалиционного органа власти и проведения демократических выборов. 17 апреля Джохару Дудаеву удалось выдавить участников протеста на Театральную площадь.
Острый кризис власти побудил Дудаева к решительным действиям. Воспользовавшись выступлениями на площади, президент объявил о роспуске парламента, Конституционного суда, Грозненского городского собрания, ввёл в республике прямое президентское правление и комендантский час, расформировал МВД и т. д., то есть совершил переворот, который завершился в ночь на 5 июня штурмом здания Грозненского городского собрания и разгоном митинга оппозиции на Театральной площади.
В ходе Первой чеченской войны площадь стала местом ожесточённых боёв.
Восстановление статуса площади как светского культурного центра произошло в середине 2000-х годов.
В августе 2024 года на площадь был перенесён памятник Ханпаше Нурадилову, ранее установленный напротив Храма Михаила Архангела.